# James Badge Dale

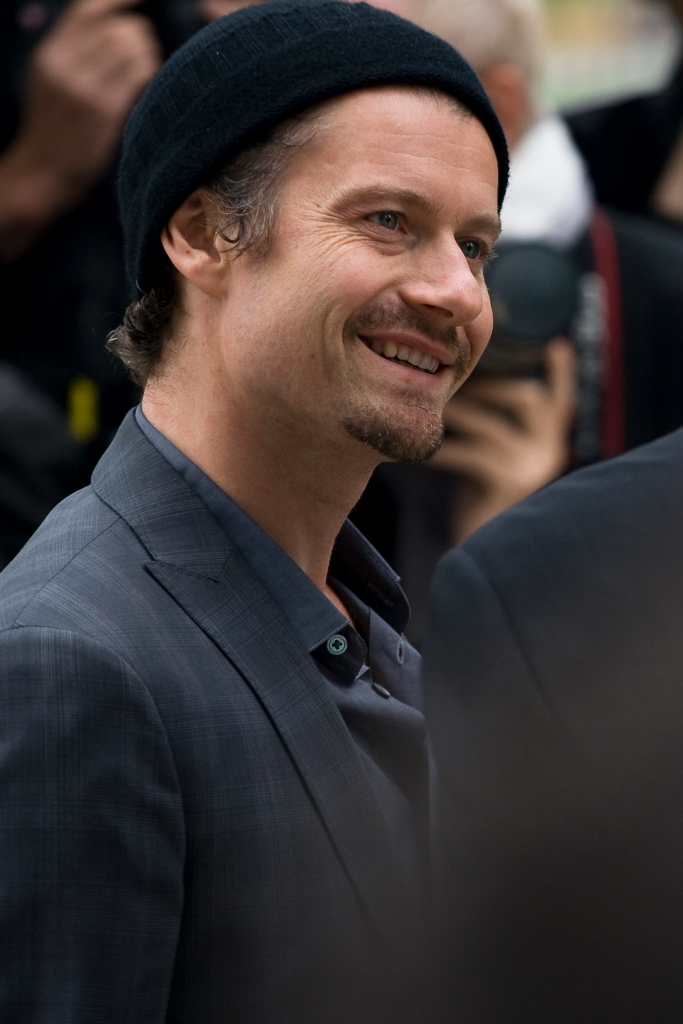
James Badge Dale auf dem Toronto International Film Festival (2010)

James Badge Dale (* 1. Mai 1978 in New York City) ist ein US-amerikanischer Schauspieler und vor allem durch seine Rolle als Chase Edmunds in der Fernsehserie 24 bekannt.

## Leben
James Badge Dale wurde als Sohn der beiden Schauspieler Anita Morris und Grover Dale 1978 geboren. Bereits im Alter von zwölf Jahren hatte er seine erste Filmrolle in der Verfilmung des Romans Herr der Fliegen. Danach besuchte er das Manhattanville College in Purchase, Westchester County. Nach einer Rolle in der Serie Law & Order: New York hatte Dale 2003 seinen großen Durchbruch in der Serie 24. Seitdem hat er regelmäßig Angebote für Rollen in anderen bekannten Fernsehserien; das sind z. B. CSI: Den Tätern auf der Spur, CSI: Miami und CSI: NY. Ein Höhepunkt seiner bisherigen Karriere war die Rolle des Barrigan in Departed – Unter Feinden.
Ende Dezember 2021 bekam er mit seiner Lebensgefährtin Emily Wickersham einen Sohn.

## Filmografie (Auswahl)
- 1990: Herr der Fliegen (Lord of the Flies)
- 2002: On Line
- 2002: Law & Order: Special Victims Unit (Fernsehserie, Folge 3x22 Competence)
- 2003: Nola
- 2003: Hack – Die Straßen von Philadelphia (Hack, Fernsehserie, Folge 1x17 Third Strike)
- 2003–2004: 24 (Fernsehserie, 24 Folgen)
- 2004: Cross Bronx
- 2004: Rescue Me (Fernsehserie, 3 Folgen)
- 2005: The Naked Brothers Band: Der Film (The Naked Brothers Band: The Movie)
- 2005: CSI: Vegas (CSI: Crime Scene Investigation, Fernsehserie, Folge 5x21 Committed)
- 2005: CSI: Miami (Fernsehserie, Folge 4x07 Felony Flight)
- 2005: CSI: NY (Fernsehserie, Folge 2x07 Manhattan Manhunt)
- 2006: Departed – Unter Feinden (The Departed)
- 2007: The Black Donnellys (Fernsehserie, 6 Folgen)
- 2010: The Pacific (Fernsehserie, 10 Folgen)
- 2010: Die Lincoln Verschwörung (The Conspirator)
- 2010: Rubicon (Fernsehserie, 13 Folgen)
- 2011: Shame
- 2012: The Grey – Unter Wölfen (The Grey)
- 2012: Flight
- 2013: Iron Man 3
- 2013: World War Z
- 2013: Lone Ranger (The Lone Ranger)
- 2013: Parkland
- 2014: Miss Meadows – Rache ist süß (Miss Meadows)
- 2014: Stretch
- 2015: Echoes of War
- 2015: The Walk
- 2016: 13 Hours: The Secret Soldiers of Benghazi
- 2016: Spectral
- 2017: No Way Out – Gegen die Flammen (Only the Brave)
- 2018: The Standoff at Sparrow Creek
- 2018: Little Woods
- 2018: Wolfsnächte (Hold the Dark)
- 2018: Donnybrook – Below the Belt (Donnybrook)
- 2019: Mickey and the Bear
- 2019: The Kitchen – Queens of Crime (The Kitchen)
- 2020: The Empty Man
- 2020: Safety
- 2021: Small Engine Repair
- 2022: 1923 (Fernsehserie)